# Маймунски стик
Маймунски стик е музикален перкусионен инструмент от групата на идиофонните инструменти Той се състои от дълга приблизително 1 метър тръба със звънчета, разположени по нея.